# 成田一夫
成田 一夫（なりた かずお、1950年6月20日 - ）は、日本の実業家、中小企業診断士。ワンゾーン代表取締役CEOや、示野薬局代表取締役、マツモトキヨシ代表取締役社長を経て、同社代表取締役会長兼マツモトキヨシホールディングス取締役副社長を務めた。

## 人物・経歴
北海道出身。1974年北海道大学経済学部経営学科卒業、日本リクルートセンター（現リクルートホールディングス）入社。中小企業診断士資格を持ち、公文教育研究会在籍後、プラザクリエイト常務取締役事業本部長を経て、2002年から民事再生手続中だったワンゾーン（のちにGOVリテイリングに統合）の代表取締役CEOを務め同社再建にあたった。
2004年マツモトキヨシ入社。2007年からマツモトキヨシホールディングス取締役を、2008年からはマツモトキヨシホールディングス専務取締役を務めるなどし、財務担当としてM&Aを進めた。2012年マツモトキヨシ取締役副社長。2013年示野薬局代表取締役。2014年からマツモトキヨシ代表取締役社長を務め、2017年に同社代表取締役会長及びマツモトキヨシホールディングス取締役副社長に就任し、2018年に退任した。